# Chloroclystis invisibilis
Chloroclystis invisibilis là một loài bướm đêm trong họ Geometridae.